# 薩魯米亞區
3°30′02″S 80°16′30″W / 3.5006°S 80.2750°W
薩魯米亞區（西班牙語：Distrito de Zarumilla），是秘魯的一個區，位於該國西北部通貝斯大區的薩魯米亞省，始建於1871年1月12日，面積113.3平方公里，海拔高度11米，2005年人口16,925，人口密度每平方公里150人。